# Aylesbury Vale
Aylesbury Vale (o Vale of Aylesbury) fu un distretto locale del Buckinghamshire, Inghilterra, Regno Unito, con sede ad Aylesbury.
Il distretto fu creato con il Local Government Act 1972, il 1º aprile, 1974 dall'unione dei borough di Aylesbury e Buckingham con il Distretto rurale di Aylesbury, il Distretto rurale di Buckingham, il Distretto rurale di Wing e parte del Distretto rurale di Winslow.
Il 1 aprile 2020 è stato soppresso, come quelli di tutta la contea, creando un'Autorità unitaria del Buckinghamshire.

## Parrocchie civili
- Addington
- Adstock
- Akeley
- Ashendon
- Aston Abbotts
- Aston Clinton
- Aston Sandford
- Aylesbury
- Barton Hartshorn
- Beachampton
- Biddlesden
- Bierton with Broughton
- Boarstall
- Brill
- Buckingham
- Buckland
- Charndon
- Chearsley
- Cheddington
- Chetwode
- Chilton
- Coldharbour
- Creslow
- Cublington
- Cuddington
- Dinton-with-Ford and Upton
- Dorton
- Drayton Beauchamp
- Drayton Parslow
- Dunton
- East Claydon
- Edgcott
- Edlesborough
- Fleet Marston
- Foscott
- Gawcott with Lenborough
- Granborough
- Great Brickhill
- Great Horwood
- Grendon Underwood
- Haddenham
- Halton
- Hardwick
- Hillesden
- Hoggeston
- Hogshaw
- Hulcott
- Ickford
- Ivinghoe
- Kingsey
- Kingswood
- Leckhampstead
- Lillingstone Dayrell with Luffield Abbey
- Lillingstone Lovell
- Little Horwood
- Long Crendon
- Lower Winchendon
- Ludgershall
- Maids Moreton
- Marsh Gibbon
- Marsworth
- Mentmore
- Middle Claydon
- Mursley
- Nash
- Newton Longville
- North Marston
- Oakley
- Oving
- Padbury
- Pitchcott
- Pitstone
- Poundon
- Preston Bissett
- Quainton
- Quarrendon
- Radclive-cum-Chackmore
- Shabbington
- Shalstone
- Slapton
- Soulbury
- Steeple Claydon
- Stewkley
- Stoke Hammond
- Stoke Mandeville
- Stone with Bishopstone and Hartwell
- Stowe
- Swanbourne
- Thornborough
- Thornton
- Tingewick
- Turweston
- Twyford
- Upper Winchendon
- Waddesdon
- Water Stratford
- Watermead
- Weedon
- Wendover
- Westbury
- Westcott
- Weston Turville
- Whaddon
- Whitchurch
- Wing
- Wingrave with Rowsham
- Winslow
- Woodham
- Worminghall
- Wotton Underwood